# Мармаис
Мармаис (умро 924. године) био је бугарски војсковођа и комита (војвода) Средеца у западној Бугарској током владавине цара Симеона.

## Биографија
Мармаис је учествовао у рату који је бугарска покренула против Византијског царства због Александровог одбијања плаћања данка успостављеног још након битке код Бугарофигона. Након победе код Анхијала, учествовао је у казненој експедицији против Срба заједно са Теодором Сигрицом. Успео је да на превару зароби византијског кнеза Петра Гојниковића. Шест година касније погинуо је у другом походу на Србе. 